# Porozumienie nuklearne z Iranem

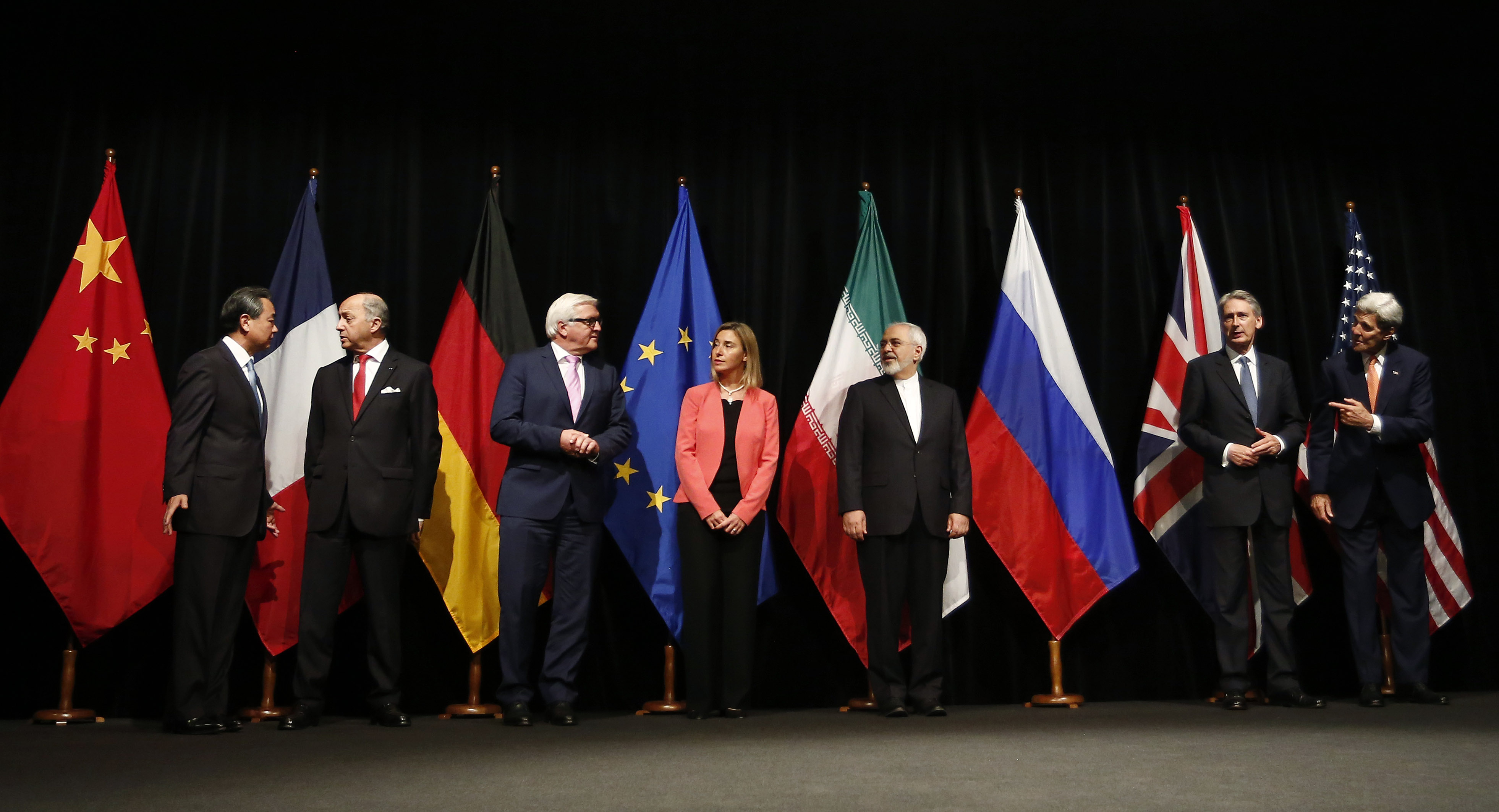
Ministrowie spraw zagranicznych Chin, Francji, Niemiec, Unii Europejskiej, Iranu, Wielkiej Brytanii i Stanów Zjednoczonych ogłaszający zakończenie rozmów i ustanowienie porozumienia nuklearnego

Porozumienie nuklearne z Iranem (ang. Joint Comprehensive Plan of Action (JCPOA)) – międzynarodowe porozumienie dotyczące kontroli irańskiego programu rozwoju broni jądrowej, zawarte 14 lipca 2015 w Wiedniu pomiędzy Iranem a sześcioma mocarstwami – w tym pięcioma nuklearnymi i równocześnie stałymi członkami Rady Bezpieczeństwa ONZ: Stanami Zjednoczonymi, Rosją, Wielką Brytanią, Francją i Chinami oraz Niemcami. Dodatkową stroną porozumienia jest Unia Europejska.
Niniejsza umowa jest wynikiem wstępnego porozumienia podpisanego 2 kwietnia 2015.
Porozumienie daje inspektorom ONZ dostęp do irańskich instalacji wojskowych. Inspekcje wymagać będą każdorazowej akceptacji rządu w Teheranie; w przypadku nieuzasadnionego uniemożliwienia inspekcji po próbach ustalenia terminu inspekcji, sankcje zostają automatycznie nałożone ponownie.
Bezpośrednim wynikiem podpisania porozumienia był znaczący spadek cen ropy naftowej. Iran jest posiadaczem czwartych co do wielkości złóż ropy naftowej oraz jednym z największych producentów ropy na świecie.
Porozumienie zostało zawarte mimo wyraźnego sprzeciwu Izraela, obawiającego się irańskiego programu nuklearnego. Na wiadomość o zawarciu porozumienia izraelski premier Binjamin Netanjahu ocenił, że społeczność międzynarodowa popełniła „historyczny błąd”, układając się z władzami w Teheranie i zapowiedział podjęcie działań zmierzających do tego, by nie dopuścić do ratyfikowania porozumienia.
8 maja 2018 roku Donald Trump ogłosił wycofanie się Stanów Zjednoczonych z porozumienia nuklearnego.